# Glanz-Melde
Die Glanz-Melde (Atriplex sagittata), auch Glänzende Melde genannt, ist eine Pflanzenart aus der Gattung der Melden (Atriplex) innerhalb der Familie der Fuchsschwanzgewächse (Amaranthaceae).

## Beschreibung

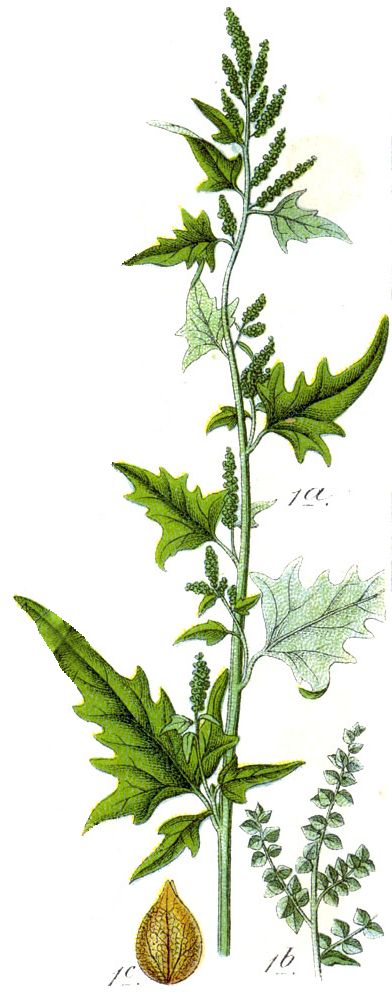
Illustration aus Sturm

### Vegetative Merkmale
Die Glanz-Melde ist eine einjährige krautige Pflanze, die Wuchshöhen von 10 bis 250 Zentimetern erreicht und verzweigt ist.
Die Laubblätter sind oberseits dunkel-lindgrün und unterseits heller bis weißlich, die oberen Laubblätter (ab dem sechsten Blattpaar) sind wachsartig glänzend. Die Blattspreite ist bei einer Länge von bis über 10 Zentimetern länglich-dreieckig-spießförmig mit oft lang zugespitztem oberen Ende. Der Blattrand ist grob buchtig spitz gezähnt, bei den obersten Blättern ganzrandig bis geschweift gezähnt. Der Geschmack der Blätter wird als eklig bitter und brennend beschrieben.

### Blütenstand und Blüte

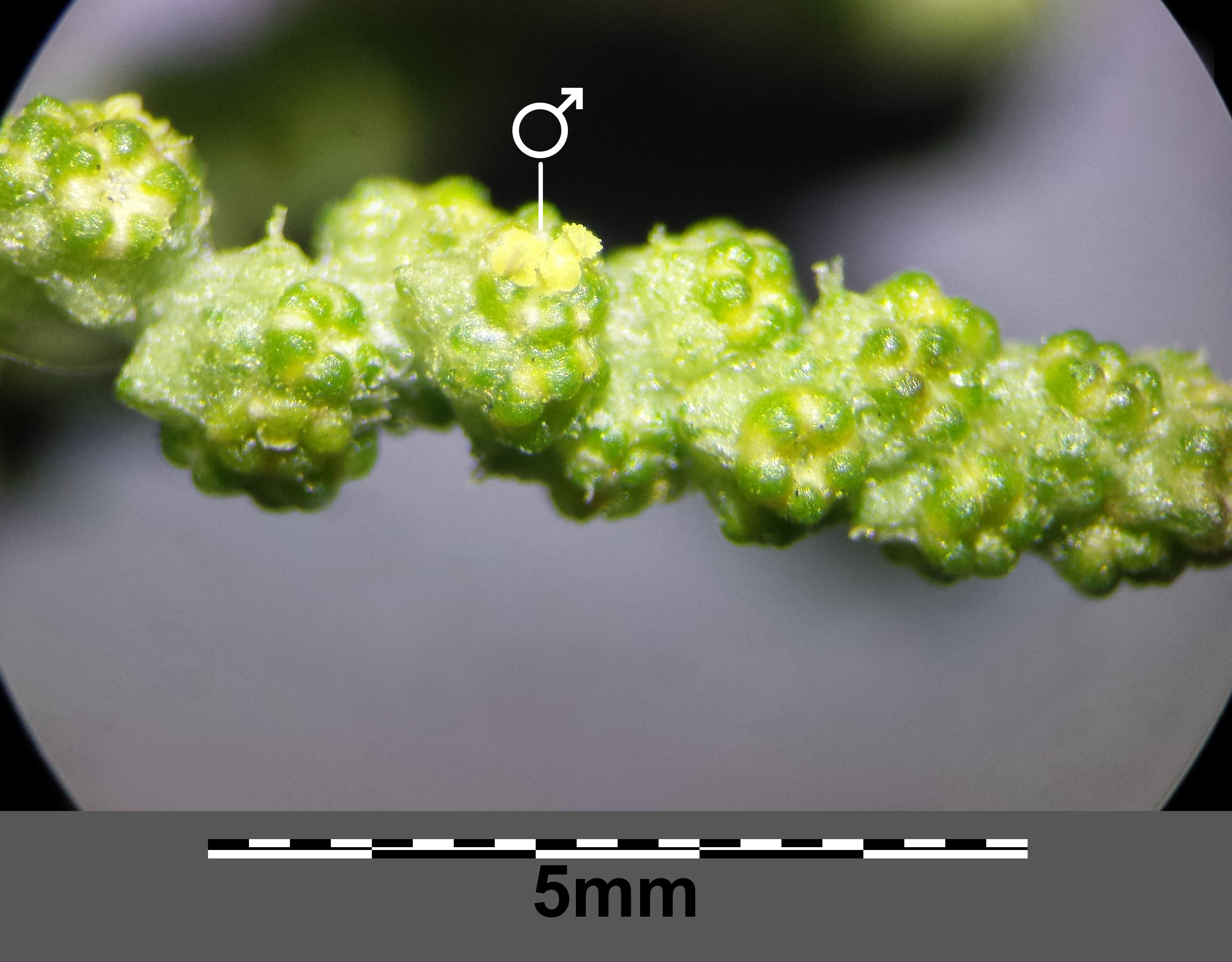
Blütenstand mit vorwiegend männlichen Blüten

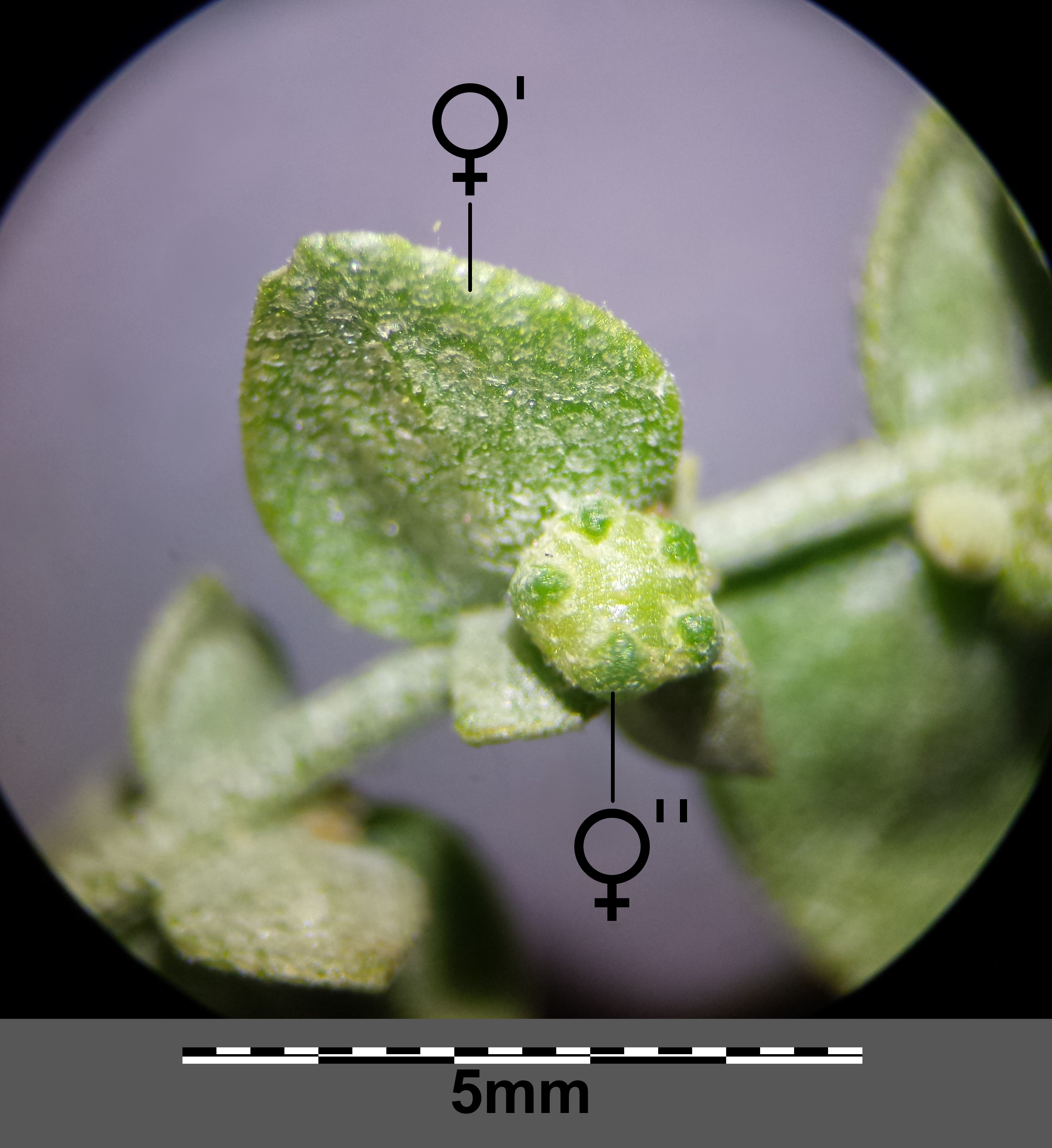
Weibliche Blüte mit zwei Vorblättern und ohne Perigon (♀') und weibliche Blüte ohne Vorblätter und 5 Perigonblättern (♀")

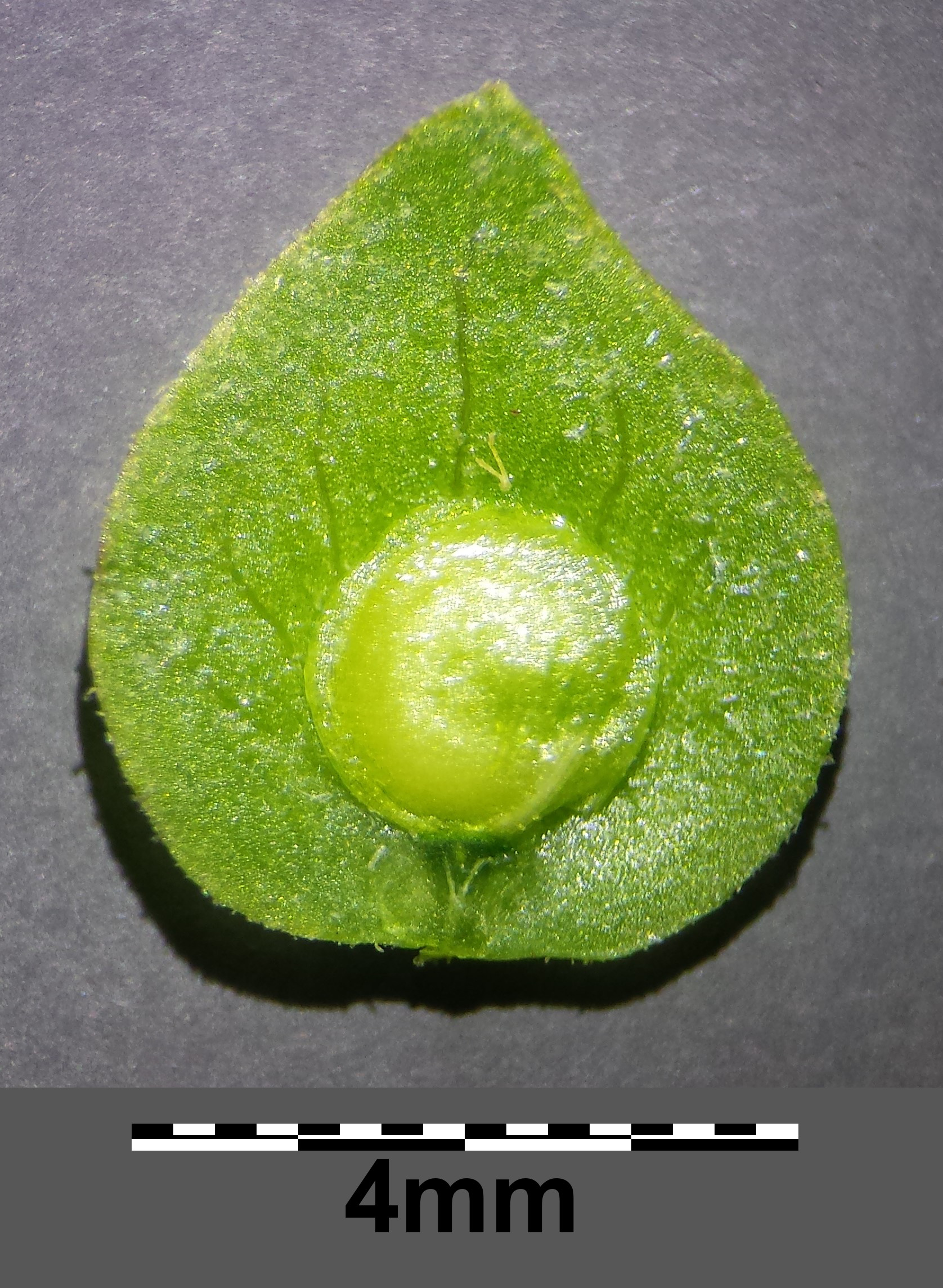
Weibliche Blüte mit zwei Vorblättern, vorderes entfernt

Die Blüten stehen in der Achsel von Tragblättern in Knäueln aus meist fünf bis sechs (ein bis zu elf) in end- oder seitenständigen, zusammengesetzten ährigen Blütenständen zusammen.
Die grünen Blüten können männlich, weiblich oder zwittrig sein. Zwittrige Blüten (ohne Vorblätter) enthalten fünf längliche Blütenhüllblätter (Tepalen), sowie fünf Staubblätter und einen horizontalen Fruchtknoten. Bei rein männlichen Blüten fehlt der Fruchtknoten, bei weiblichen „horizontalen“ Blüten sind die Staubblätter nicht entwickelt. Die stets weiblichen „vertikalen“ Blüten werden von zwei Vorblättern umhüllt, Blütenhüllblätter sind nicht vorhanden, sie enthalten nur einen vertikalen Fruchtknoten.

### Frucht und Samen

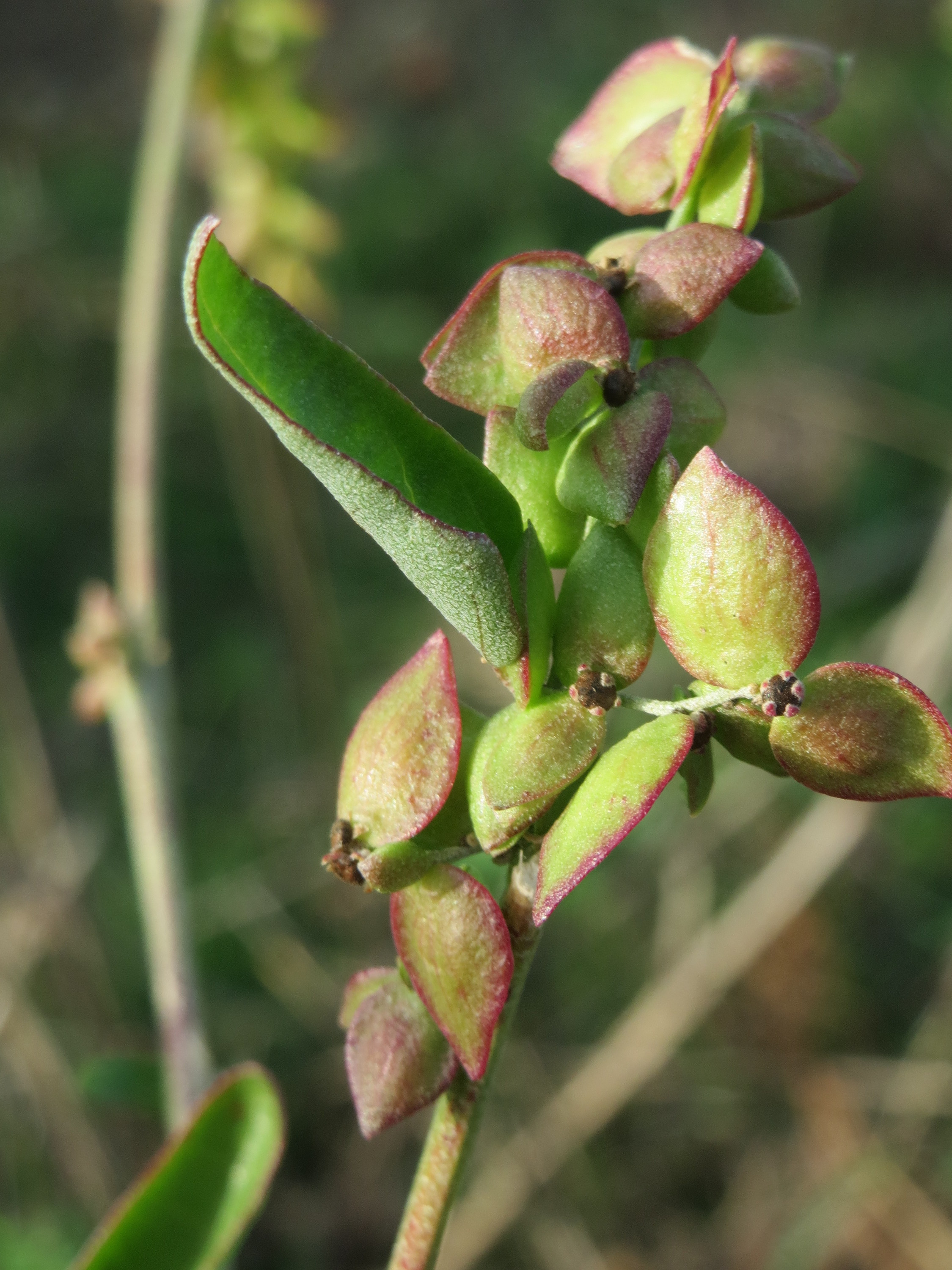
Teil des Fruchtstandes mit Vorblättern

Zur Fruchtzeit werden die Seitenzweige von der Fruchtlast herabgebogen. Die vertikale Frucht bleibt von den  Vorblättern umhüllt, die sich auf etwa 10 Millimeter Länge und etwa 7 Millimeter Breite vergrößern. Die Vorblätter sind breit-eiförmig, länger als breit, spitz zulaufend und ganzrandig. Zur Fruchtreife sind sie halbtransparent und von strohgelber bis bräunlicher Farbe. Ihre Oberfläche ist netznervig, die drei Hauptadern sind von der Basis an getrennt. Die Samengröße erreicht etwa die halbe Vorblattlänge. In den „horizontalen“ Blüten umgibt die fünfteilige Blütenhülle die horizontale Frucht.
Es gibt zwei Samentypen (Heterokarpie): Schwarze Samen entstehen in vertikalen und horizontalen Blüten. Ihre Oberfläche ist nach Entfernen der dünnen Fruchtwand glänzend. Braungraue Samen entstehen nur in horizontalen Blüten.

### Chromosomenzahl
Die Chromosomenzahl beträgt 2n = 18.

### Photosyntheseweg
Die Glanz-Melde ist eine C3-Pflanze mit normaler Blattanatomie.

## Ökologie und Phänologie
Die Blütezeit reicht von Ende Juli bis September. Die Bestäubung erfolgt in der Regel durch den Wind, auch Selbstbestäubung oder die Übertragung der Pollen durch Insekten sind möglich.
Die Glanz-Melde wird von den Raupen von Schmetterlingen als Nahrung genutzt, beispielsweise von der Meldenflureule (Dicestra trifolii) und von der zu den Palpenmotten gehörenden Scrobipalpa nitentella
Die Glanz-Melde ist Wirtspflanze für die Pilzarten Ascochyta caulina, Cercospora chenopodii oder den Falscher Mehltaupilz Peronospora minor.

## Vorkommen
Die Glanz-Melde ist in Mittel- und Osteuropa und im westlichen und mittleren Asien weit verbreitet. In Westeuropa gilt sie als eingebürgerter Neophyt, in Nordeuropa kommt sie nur unbeständig vor.
Ihr ursprünglicher Lebensraum sind Steppen und Halbwüsten.
Sie gilt als wärmeliebend und salzertragend und  besiedelt Unkrautfluren an Schuttplätzen und Wegen, an Autobahnen und Fernverkehrsstraßen. In der Pflanzensoziologie gilt sie als Charakterart des Atriplicetum nitentis aus dem Verband Sisymbrion. In Flusstälern wächst sie an trockenfallenden Flussufern oder in stickstoffliebenden Flussmeldenfluren (Verband: Chenopodion rubri). Auf Steinböden findet man sie als Erstbesiedler. An Weser und Elbe kommt sie auch als Agriophyt in Äckern vor. Nach Ellenberg ist sie eine Volllichtpflanze, ein Wärmezeiger und ein Zeiger stickstoffreicher Standorte.
In Deutschland ist die Glanz-Melde wohl ein bereits seit mehreren hundert Jahren heimischer Archaeophyt. Da sie aber erst seit Mitte des 20. Jahrhunderts regelmäßig auftritt, wird sie häufig auch als Neophyt eingestuft. Sie kommt hier zerstreut, aber gesellig vor allem in Trocken- und Wärmegebieten, besonders im Osten vor. 
In Österreich tritt die möglicherweise alteingebürgerte Art im pannonischen Gebiet häufig bis zerstreut, sonst selten auf mäßig trockenen Ruderalfluren der collinen Höhenstufe auf. Die Vorkommen beschränken sich auf die Bundesländer Wien, Niederösterreich, Burgenland, Oberösterreich, Steiermark; jene in Kärnten und Salzburg gelten als unbeständig.

## Systematik
Die Glanz-Melde (Atriplex sagittata) zählt zur Sektion Atriplex in der Gattung Atriplex.
Die Erstbeschreibung von Atriplex sagittata erfolgte 1793 durch Moritz Balthasar Borkhausen in Flora der oberen Grafschaft Catzenelnbogen. In: Rheinisches Magazin zur Erweiterung der Naturkunde. Band 1, 1793, S. 477. Synonyme von Atriplex sagittata Borkh. sind Atriplex acuminata Waldst. & Kit., Atriplex hermannii Soyer-Willemet, Atriplex hortensis subsp. nitens E.Pons, Atriplex hortensis var. nitens Fior und Atriplex nitens Schkuhr nom. illeg. sowie Atriplex micrantha Kar. & Kir. nom. nud. non C.A.Mey..